# Халилуллах II Али
Халилулла́х II Али́ — 39-й имам касим-шахской ветви низаритской общины исмаилитов.
Халилуллах II Али сменил своего отца Нур ад-Дахр Али, когда последний умер в 1671 году, до своей смерти в январе 1680 года. Он был похоронен в гробнице мавзолея своего предшественника Гариба Мирзы. Он сделал несколько ключевых изменений в системе да’вата в Сирии и Индии и издал необходимые приказы в ногу со временем в различных регионах. Его надгробная плита и могила находится в Анджудане, где была задокументирована историком Ивановым. 
Халилуллах II Али был последним низаритским имамом, проживавшим в Анджудане; его преемник Шах Низар II перенёс свою резиденцию в близлежащую деревню Кахак.